# 家島十景

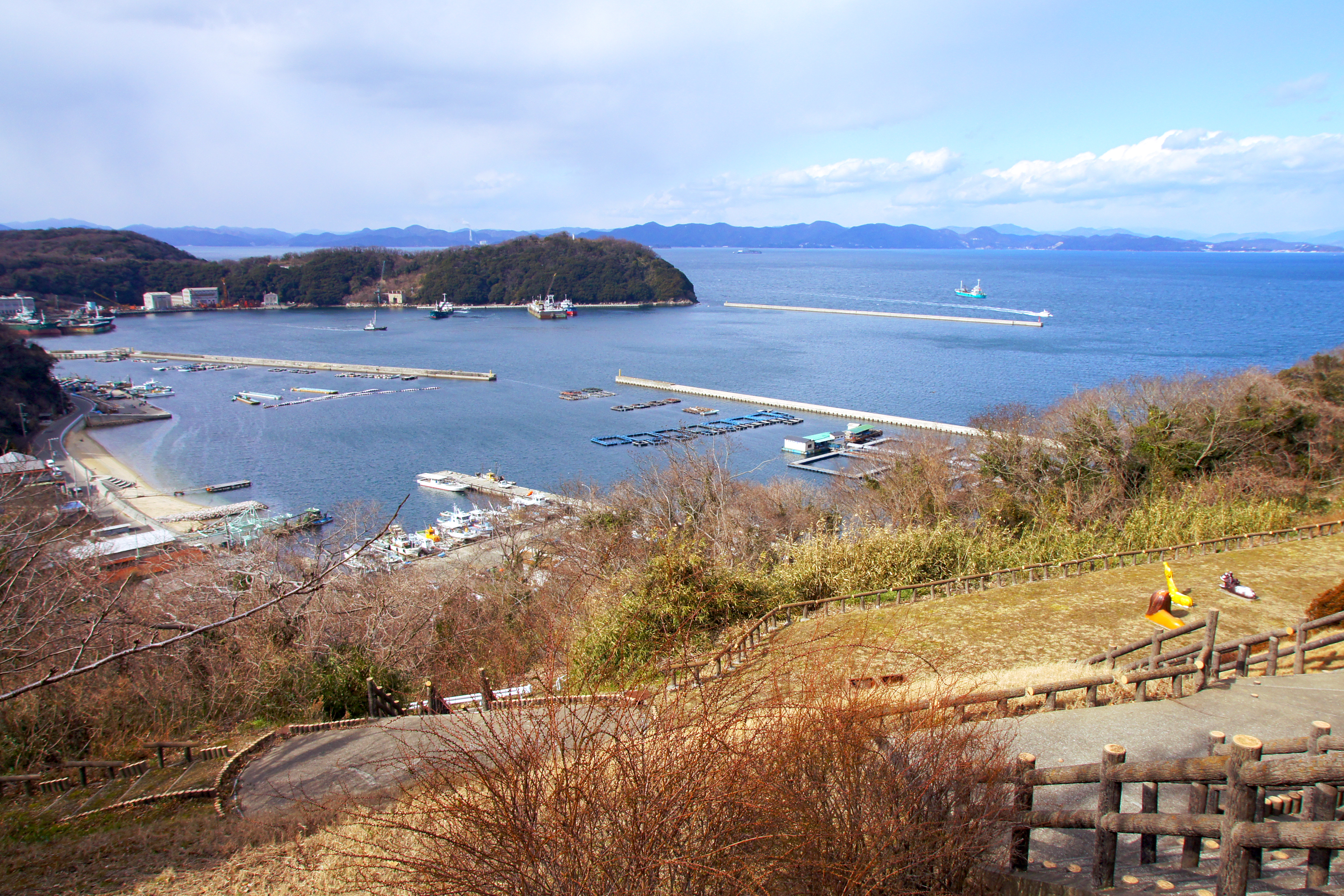
監館眺望

家島十景（いえしまじっけい）は、瀬戸内海の家島諸島（兵庫県姫路市）にある10の景勝地の総称である。
播磨国の史家・平野庸脩が1762年に著した地誌『播磨鑑』において、七言絶句の漢詩を付して記した家島諸島の旧跡群に基づいて定められたとされる。

## 十景

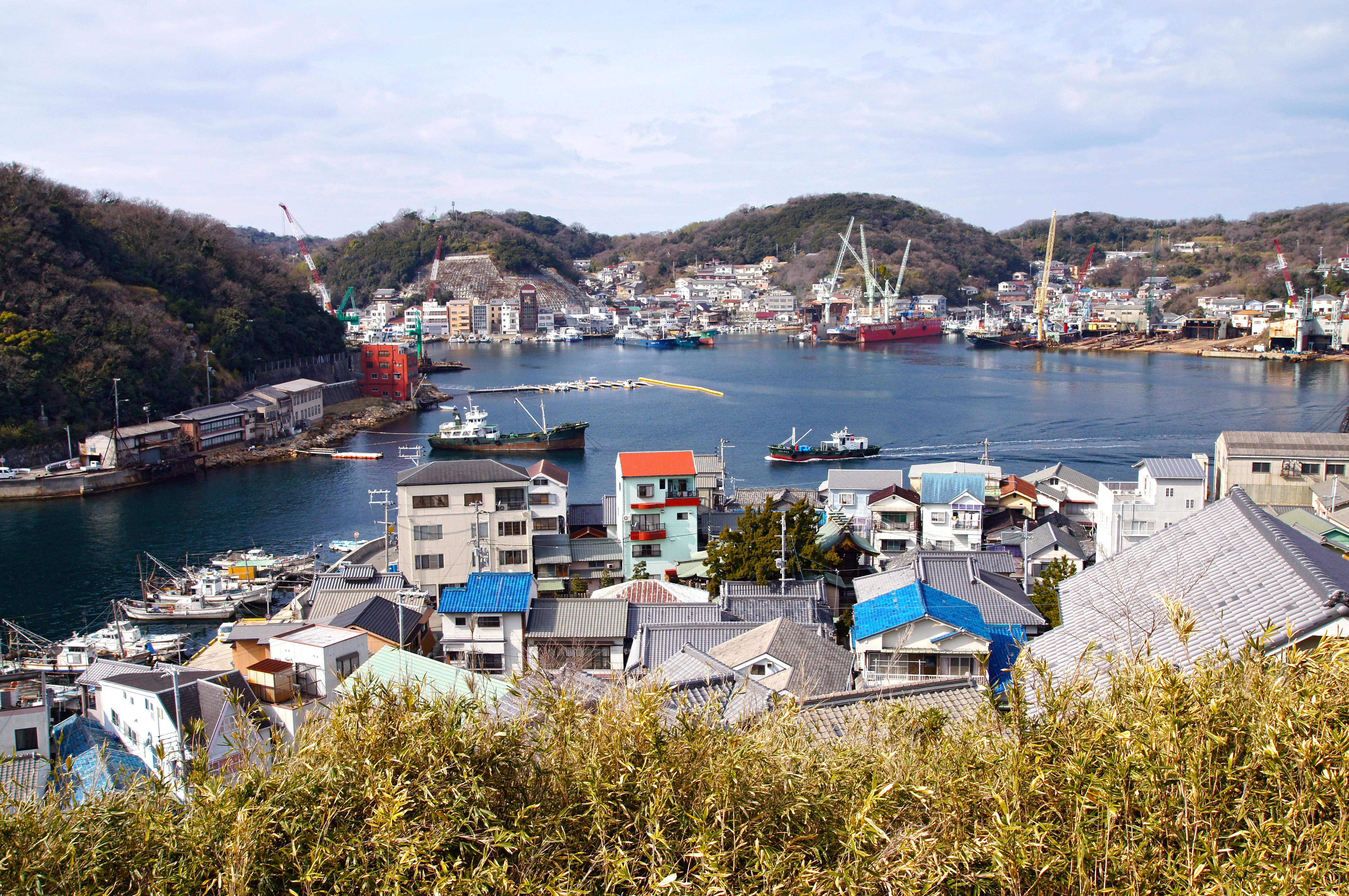
宮浦夜泊

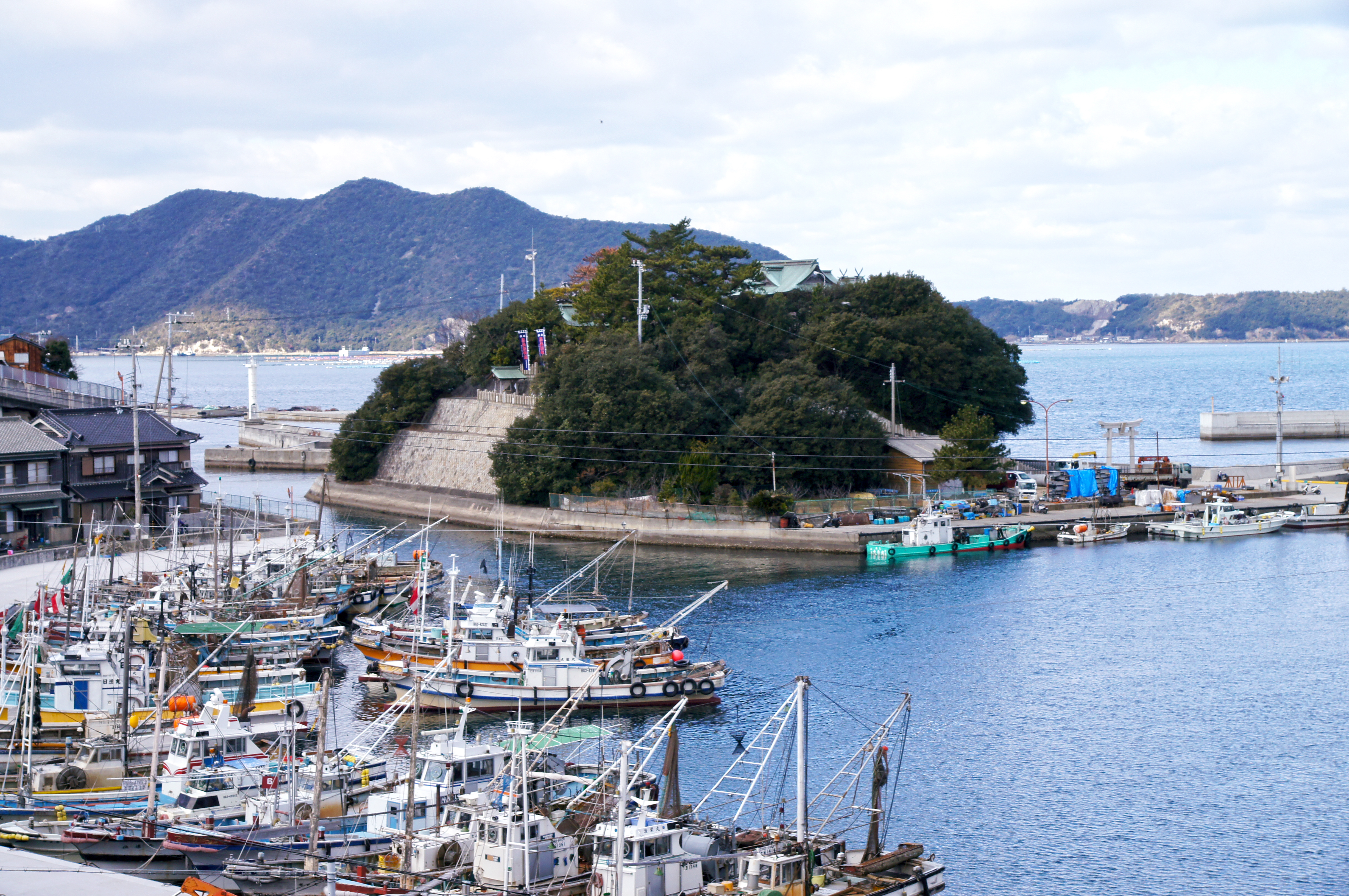
坊勢寺跡

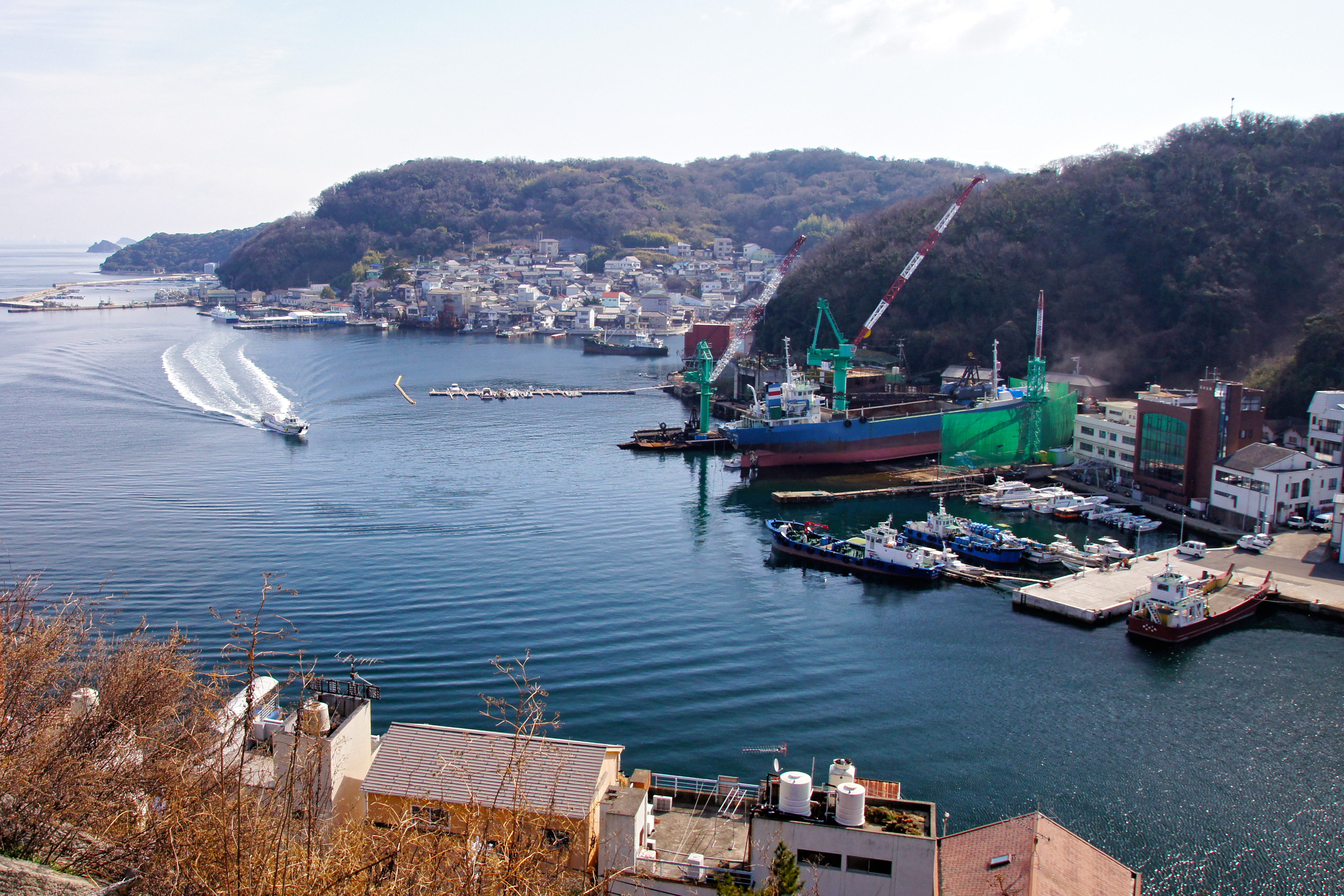
間浦古郭
家島本島の城山の城郭跡。眼下の真浦港から遠く瀬戸内海までの眺め。
天満霊樹
家島本島の天神鼻に鎮座する名神大社家島神社の社叢。平安時代の延喜元年（901年）、菅原道真が太宰府に左遷される途中に立ち寄ったと伝わる。
監館眺望
家島本島の清水公園の最上段にあった監館からの眺め。監館とは江戸幕府が寛永16年（1639年）に設置した番所の館のことである。
白髭霊嗣
家島本島の宮浦神社。
宮浦夜泊
家島本島の宮港。舟で一夜を過ごしたときの風情が詠まれた。
赤坂清水・櫻谷雪景
家島本島の宮破風の櫻谷。当地の湧水と雪景色を漢詩の題材とした。
観音崎月
家島本島南端の観音崎にかかる月を詠んだ。
坊勢寺跡
坊勢島の坊勢寺跡。奈座港と山頂の恵美酒神社を望める。
淡賀楯崎
男鹿島の淡賀楯崎。
松島野馬
松島。

## 所在地・交通アクセス
- 所在地 - 兵庫県姫路市家島町
- 交通アクセス - 姫路港から旅客船で30分（家島本島、坊勢島まで）